# Кале (Злата)
Кале (Златско кале) је археолошки локалитет у насељу Злата, око 7 km југоисточно од Житног Потока и 13,5 km северозападно од Царичиног града (општина Прокупље). На овом потесу су, на надморској висини од око 339 m, откривни остаци већег рановизантијског утврђења, које је тренутно највеће налазиште из тог периода у Србији. Према записима Каница, који је забележио димензије од око 180 x 420 m, Дероко и Радојчића који помињу распростирање на око 500 m и одбрамбене ровове, претпоставља се да је величина града била 9 или 10 ha и да је била слична величини Царичиног града.
Утврђење се налазило на благо уздинутом платоу изнад данашњег села простире се благо насеље које се, изгледа састоји из доњег и горњег града. Масивни зид од опека наставља се према реци на којој још увек постоје остаци масивне бране зидане опеком. 1972. године приликом копања водоводног канала уништени су делови појединих грађевина унутар насеља и откривен део пода са мозаиком, који је вероватно припадао базилици.
Старији истраживачи (фон Хан, Ракић, Еванс и Каниц) затекли су остатке у бољем стању, али је овај материјал током времена коришћен за градњу савремених објеката или је поломљен и расут по терену.
На локалитету су се налазили остаци две цркаве са мозаицима. Од археолошком материјала у старијим истраживањима откривени су епиграфски споменици, римски и византијски новац.